# Rugby Club I Cavalieri 2014-2015

## Eccellenza 2014-15

### Stagione regolare
| Incontro                 | Andata | Ritorno       |
| ------------------------ | ------ | ------------- |
| Fiamme Oro — I Cavalieri | 56-0   | 30-3          |
| I Cavalieri — Mogliano   | 12-50  | 7-64          |
| I Cavalieri — Calvisano  | 10-43  | 0-78          |
| San Donà — I Cavalieri   | 52-5   | 35-20         |
| I Cavalieri — Petrarca   | 0-34   | 0-24          |
| S.S. Lazio — I Cavalieri | 36-0   | 52-5 (a tav.) |
| I Cavalieri — L’Aquila   | 15-24  | 26-45         |
| Viadana — I Cavalieri    | 46-0   | 38-8          |
| I Cavalieri — Rovigo     | 7-54   | 0-50          |

#### Risultati della stagione regolare
| Posizione | G  | V | N | P  | PF  | PS  | DP   | B | Pen | Pt |
| --------- | -- | - | - | -- | --- | --- | ---- | - | --- | -- |
| 10ª       | 18 | 0 | 0 | 18 | 120 | 811 | -691 | 1 | 4   | -3 |

## Trofeo Eccellenza 2014-15

### Prima fase

#### Girone A
| Incontro                | Risultato |
| ----------------------- | --------- |
| I Cavalieri — Viadana   | 17-38     |
| Calvisano — I Cavalieri | 54-3      |

#### Risultati del girone A
| Posizione | G | V | N | P | PF | PS | DP  | B | Pt |
| --------- | - | - | - | - | -- | -- | --- | - | -- |
| 3ª        | 2 | 0 | 0 | 2 | 20 | 92 | -72 | 0 | 0  |

## Verdetti
- I Cavalieri retrocessi in serie A